# Olegário Benquerença

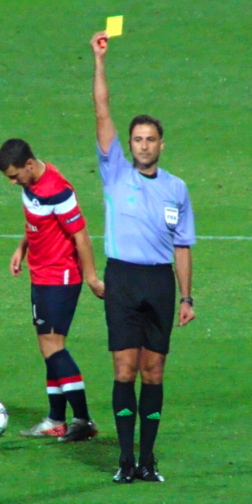
Olegário Benquerença

Olegário Manuel Bartolo Faustino Benquerença, född 18 oktober 1969 i Batalha, är en portugisisk fotbollsdomare. Han har dömt matcher i Uefa Champions League och Uefa Europa League, samt kvalmatcher till fotbolls-VM 2006, fotbolls-EM 2008 och fotbolls-VM 2010. Han var även en av domarna i fotbolls-VM 2010 i Sydafrika. Benquerença har varit Fifa-domare sedan 2001.